# Sylvester Groth
Pour les articles homonymes, voir Groth.
Sylvester Groth, né le 31 mars 1958 à Jerichow, est un acteur allemand.

## Biographie
Il grandit en République démocratique allemande et étudie le théâtre et le chant à l'Académie d'art dramatique Ernst Busch de Berlin. À partir de 1983 il commence une carrière d'acteur de cinéma et joue parallèlement comme comédien dans de nombreuses pièces de théâtre en Allemagne.

## Filmographie sélective
- 1983 : Le Séjour[1] (Der Aufenthalt) : Mark Niebuhr
- 1985 : Jeunes Gens dans la ville (Junge Leute in der Stadt) : Reinhardt
- 1986 : Momo : l'agent BLW / 553 X
- 1986 : La Maison du fleuve (Das Haus am Fluß) : Heinz Hüsgen
- 1993 : Stalingrad : Otto
- 1998 : Schimanski (saison 1, épisode 4) : Christian Wörner
- 1999 : Le Volcan (Der Vulkan) : Hans Hollmann
- 2003 : La Troisième Vague (sv) (Den tredje vågen) : Dauphin
- 2004 à 2009 : Ma vie à moi (Mein Leben & Ich) : Dr Reimann (4 épisodes)
- 2007 : Mon Führer : La Vraie Véritable Histoire d'Adolf Hitler (Mein Führer – Die wirklich wahrste Wahrheit über Adolf Hitler) : Joseph Goebbels
- 2008 : The Reader : le conseiller du procureur
- 2008 : Les Buddenbrook, le Déclin d'une famille (Buddenbrooks) (mini-série) : Kesselmayer
- 2009 : Inglourious Basterds : Joseph Goebbels
- 2010 : Aghet : 1915, le génocide arménien (Aghet – Ein Völkermord) : Martin Niepage
- 2011 : Tom Sawyer : Doc Robinson
- 2012 : On voulait prendre la mer (Wir wollten aufs Meer) : le major Roman
- 2012 : 9 Mois de réflexion (Frisch gepresst) de Christine Hartmann : Helgo
- 2013 : Unsere Mütter, unsere Väter (mini-série) : Hierner
- 2013-2015 : Polizeiruf 110 (5 épisodes) : Jochen Drexler
- 2014 : Pour ton anniversaire (Zum Geburtstag) : Georg
- 2015 : L'Enfant de Buchenwald (Nackt unter Wölfen) : Walter Krämer
- 2015 : Sense8 (4 épisodes) : Sergei
- 2015 : Agents très spéciaux : Code UNCLE (The Man from UNCLE) de Guy Ritchie : oncle Rudi
- 2015 : Deutschland 83 (mini-série) : Walter Schweppenstette
- 2018 : Deutschland 86 (mini-série) : Walter Schweppenstette
- 2019 : Berlin, I Love You : Frosch
- 2019 : Dark (série télévisée) - saison 2 : Clausen
- 2020 : Deutschland 89 (mini-série) : Walter Schweppenstette
- 2022 : 355 (The 355) de Simon Kinberg : Jonas Muller
- 2024 : Dîner à l'anglaise (The Trouble with Jessica) de Matt Winn : Groth